# Antonio García Ferreras
Antonio García Ferreras (Lleó, 20 de setembre de 1966) és un periodista, presentador i directiu de televisió lleonès.

## Trajectòria
Es va llicenciar en Periodisme per la Universitat Complutense de Madrid. Va començar la carrera com a periodista el 1986 a l'emissora Radio Valladolid, que pertanyia a Cadena SER. Més tard es va traslladar a Sevilla, on el varen nomenar cap d'informatius de la Cadena SER a Andalusia, i va dirigir tota la informació de l'Expo 92. Després d'aquesta etapa, va esdevenir subdirector d'informatius de l'emissora, fent-se càrrec de la direcció dels informatius dos anys més tard.
El 2001 Ferreras va assolir el càrrec de directiu de la cadena. El mateix any va rebre l'oferiment per part de Florentino Pérez, president del Reial Madrid, per ser Director de Comunicació i continguts de l'equip. Malgrat això no va acceptar el càrrec fins al 2004, i en va ser director dos anys.
Amb l'arribada del canal de televisió estatal La Sexta el 2006 va esdevenir director de la cadena. Va començar a presentar l'espai de debat polític Al Rojo Vivo el gener del 2011 i el programa de reportatges La Sexta Columna un any més tard.

### Ferrerasgate
El 9 de juliol de 2022 el mitjà digital Crónica Libre va publicar els àudios d'una conversa que va mantenir amb l'excomissari de policia José Manuel Villarejo. En aquella conversa, el periodista declarava que, el 2016, es va fer ressò d'una informació no contrastada publicada per Eduardo Inda a Okdiario, juntament amb el mitjà crític al govern veneçolà Factoresdepoder.com, sobre l'obertura d'un compte al paradís fiscal de les illes Grenadines atribuïda a Pablo Iglesias i amb fons ingressats pel Govern veneçolà, on es van aportar documents signats i segellats per la mateixa policia. Aquesta informació va ser desmentida posteriorment per Pablo Iglesias, pel banc caribeny Euro Pacific Bank i pel Govern veneçolà, demostrant-se que la informació facilitada per a l'elaboració de la notícia era una falsificació.
En un acte de rebuig internacional a la intoxicació mediàtica del canal de televisió gestionat pel Grup Planeta, quatre presidents d'Amèrica i alguns polítics d'esquerra d'Europa van manifestar la seva condemna a les xarxes socials. Concretament, ho van fer Gustavo Petro (Colòmbia), Gabriel Boric (Xile), Alberto Fernández (Argentina) i Andrés Manuel López Obrador (Mèxic), per una banda; i Catarina Martins (coordinadora del Bloc d'Esquerra) i Jean-Luc Mélenchon (dirigent de França Insubmisa), per l'altra.